# Потякин, Игорь Анатольевич
 Игорь Анатольевич Потякин (14 сентября 1955 — 25 апреля 2025) — советский пловец. Шестикратный чемпион СССР в плавании на спине. Мастер спорта СССР международного класса (1973).

## Биография
Родился в Куйбышеве. Выступал за общество «Динамо». Тренер — Валерий Николаевич Филатов.
Окончил Куйбышевский плановый институт.
Специализировался в плавании на спине. Входил в состав сборной СССР в 1973—1976 годах.
Чемпион СССР на дистанциях 100 (1973—1976) и 200 м (1974) на спине, в комбинированной эстафете 4×100 м (1974). Был также серебряным призёром чемпионатов страны в комбинированной эстафете (1973, 1975—1976).
Плыл в составе советской команды в комбинированной эстафете 4×100 м на чемпионате Европы 1974 года в Вене, став бронзовым медалистом. В личном зачёте на том чемпионате Европы был 6-м и 8-м на дистанциях 100 и 200 м на спине.
Победитель Кубка Европы 1975 года в комбинированной эстафете 4×100 м. Призёр Кубков Европы на 100 м на спине (1973 и 1974) и в комбинированной эстафете (1973).
Рекордсмен СССР на дистанции 100 на спине (1972 и 1973). В 1973 году вплотную подошёл к рубежу 1 минуты (1.00,11).

## Семья
Дочь — Светлана Потякина (род. 1985), поэтесса, известная под псевдонимом Света Сдвиг.